# Polyzonus cuprarius
Polyzonus cuprarius är en skalbaggsart som beskrevs av Leon Fairmaire 1887. Polyzonus cuprarius ingår i släktet Polyzonus och familjen långhorningar. Inga underarter finns listade i Catalogue of Life.